# Мальме (аеропорт)
Аеропорт Мальме, також знаний як Аеропорт Мальме-Стуруп (швед. Malmö flygplats, Sturup flygplats, англ. Malmö Sturup Airport, Malmö Airport) (IATA: MMX, ICAO: ESMS) — третій за пасажирообігом аеропорт Швеції, розташований за 28 км від Мальме та за 26 км від міста Лунд. Через Ересуннський міст аеропорт сполучений з центром Копенгагена (55 км.) І аеропортом Копенгагена (47 км.). Аеропорт Мальме приймає літаки, що йдуть на посадку в аеропорт Копенгагена у разі виникнення проблем, таких як страйки або туман.

## Історія
Будівництво аеропорту завершилося у 1972, вартість склала SEK 130 млн, майже вдвічі більше, ніж прогнозувалося. Аеропорт Стуруп замінив старий аеропорт Буллтофта, який був головним аеропортом регіону з 1923. Плани будівництва нового аеропорту з'явилися у 1960-і. Розвиток Буллтофта було неможливо, бо він знаходився поруч з міський зоною, і жителі протестували проти збільшення шумового забруднення. Будівництво почалося в 1970, і двома роками пізніше, 3 грудня 1972, аеропорт було урочисто відкрито. У той же час аеропорт Буллтофта був закритий. Проте, Служба контролю повітряного трафіку Мальме перебувала в Буллтофта до 1983, після чого також переїхала в аеропорт Мальме.

## Авіалінії та напрямки, квітень 2022

### Пасажирські
| Авіакомпанія                    | Пункт призначення |
| ------------------------------- | --- |
| BRA Braathens Regional Airlines | Стокгольм-Бромма Сезонно: Селен-Трюсиль, Вісбю Сезонний чартер: Зальцбург, Турин                                                  |
| Eurowings                       | Сезонно: Приштина |
| Novair                          | Сезонний чартер: Ханья, Гран-Канарія, Тенеріфе-Південний                                                                          |
| Ryanair                         | Краків, Стокгольм-Арланда, Загреб                                                                                                 |
| Scandinavian Airlines           | Стокгольм-Арланда |
| Sunclass Airlines               | Сезонний чартер: Анталія, Ханья, Фуертевентура, Гран-Канарія, Іракліон, Ларнака, Пальма-де-Мальорка, Родос, Тенерифе-Південний    |
| Trade Air                       | Приштина |
| TUI fly Nordic                  | Сезонний чартер: Гран-Канарія, Селен-Трюсиль                                                                                      |
| Wizz Air                        | Баня-Лука, Белград, Бухарест, Будапешт, Клуж-Напока, Гданськ, Катовиці, Ніш, Охрид, Сараєво, Скоп'є, Тирана, Тузла, Варшава-Шопен |

### Вантажні
| Авіакомпанія         | Пункт призначення                      |
| -------------------- | -------------------------------------- |
| ASL Airlines Belgium | Льєж, Рига                             |
| Flightline           | Гельсінкі, Стокгольм-Арланда           |
| UPS Airlines         | Кельн/Бонн, Гельсінкі, Осло-Гардермуен |
| West Air Sweden      | Біллунн, Східний Мідландс, Льєж        |
| Zimex                | Стокгольм-Арланда                      |

## Статистика
Див. джерело запитів Вікіданих та джерела.

## Транспорт

### Оренда автомобілів
В аеропорту працюють такі агенти з оренди автомобілів:
- Avis
- Europcar
- Hertz
- Sixt
- Mabi

### Автобус
- Автобуси Flygbussarna вирушають до Мальме і Лунда (близько 30 відправлень на день в кожне з міст). Час поїздки близько 40 хвилин.
- Gråhundbus вирушає до Копенгагена двічі на день. Час до центру Копенгагена - 50 хвилин.

### Таксі
- Поруч з будівлею аеропорту є стоянка таксі. Фіксована ціна поїздки до Мальме і Лунду 395 SEK.

### Паркінг
- В аеропорту є паркінг, де є короткочасна і довготривала зони. Вартість паркінгу на годину — SEK 20, за 24 години — SEK 180.